# Henri Marteau
Henri Marteau, född 31 mars 1874 i Reims, död 3 oktober 1934 i Lichtenberg, Bayern, var en fransk-svensk violinist, kompositör och dirigent.

## Biografi
Henri Marteaus föräldrar var båda amatörmusiker av hög klass, hans far spelade fiol och hans mor piano. De var välbärgade, hade stort inflytande i Reims musikliv, och bjöd regelbundet hem den europeiska musikeliten till konserter i sitt hem. Vid ett tillfälle gästade Ernesto Camillo Sivori, Niccolò Paganinis elev, hemmet och gav den femårige Henri en liten fiol och några lektioner. Detta föll så väl ut att hans föräldrar beslöt att han skulle få bli violinist. Fortsatta studier för bland andra Hubert Léonard ledde fram till hans debut, bara tio år gammal, i katedralen i hemstaden. Vid 13 års ålder turnerade han redan världen runt.
Marteau bosatte sig sedermera i Lichtenberg i Bayern. Under första världskriget drabbades han som fransman av husarrest, och flydde snart till Sverige, där han 1915 blev svensk medborgare.
Marteau återvände efter första världskriget till kontinenten, där han bland annat innehade professorstjänster i Dresden, Prag och Leipzig. Han bedrev även gruppundervisning i sitt hem, vilket skulle bli grunden för den master class-undervisning som numera är vanligt förekommande inom musikvärlden. 
Marteau hade alltjämt ett gott öga till Sverige och blev med tiden en nyckelperson för att föra ut svensk musik till publiken ute i Europa. Han hade även stort inflytande som lärare åt flera blivande storheter inom svenskt musikliv.